# Beaver Creek (rivière)
Pour les articles homonymes, voir Beaver Creek et Beaver.
La Beaver Creek est une rivière qui s'écoule dans l'Alaska et un affluent du fleuve Yukon. Elle est également une zone protégée de type National Wild and Scenic River.